# Sayuri Yoshii
Sayuri Yoshii –en japonés, 吉井小百合, Yoshii Sayuri– (Koshoku, 28 de noviembre de 1984) es una deportista japonesa que compitió en patinaje de velocidad sobre hielo.
Ganó una medalla de plata en el Campeonato Mundial de Patinaje de Velocidad sobre Hielo en Distancia Corta de 2010. Participó en dos Juegos Olímpicos de Invierno, en los años 2006 y 2010, ocupando el quinto lugar en Vancouver 2010, en la prueba de 500 m.

## Palmarés internacional
| Campeonato Mundial en Distancia Corta | Campeonato Mundial en Distancia Corta | Campeonato Mundial en Distancia Corta | Campeonato Mundial en Distancia Corta |
| Año                                   | Lugar                                 | Medalla                               | Prueba                                |
| ------------------------------------- | ------------------------------------- | ------------------------------------- | ------------------------------------- |
| 2010                                  | Obihiro (Japón)                       | Medalla de plata                      | Clasificación general                 |